# Jannik Zahmel
Jannik Zahmel (* 15. April 2003 in Ibbenbüren) ist ein deutscher Fußballspieler.

## Karriere
Nach seinen Anfängen bei der Ibbenbürener Spvg und der Jugend von Borussia Dortmund wechselte er im Sommer 2017 in die Jugendabteilung des VfL Osnabrück. Für seinen Verein bestritt er 19 Spiele in der A-Junioren-Bundesliga, bei denen ihm sechs Tore gelangen. Im April 2022 unterschrieb er seinen ersten Profivertrag, wurde in den Profikader in der 3. Liga aufgenommen und kam am 9. Oktober 2022, dem 11. Spieltag, auch zu seinem ersten Einsatz im Profibereich, als er bei der 2:3-Auswärtsniederlage gegen Dynamo Dresden in der 84. Spielminute für Henry Rorig eingewechselt wurde.
Im Januar 2023 wurde er bis zum Ende der Saison 2022/23 zu Blau-Weiß Lohne in die viertklassige Regionalliga Nord verliehen. Im Sommer 2023 wurde die Leihe um eine Saison verlängert.
Im Sommer 2024 wechselte er zum Drittliga-Absteiger MSV Duisburg.

## Erfolge
- Meister der Regionalliga West 2025 und Aufstieg in die 3. Liga (mit dem MSV Duisburg)